# Galactia galactioides
Galactia galactioides là một loài thực vật có hoa trong họ Đậu. Loài này được (Griseb.) Hitchc. miêu tả khoa học đầu tiên.